# Papirus 114
Papirus 114 (według numeracji Gregory-Aland), oznaczany symbolem {\displaystyle {\mathfrak {P}}^{114}} – wczesny grecki rękopis Nowego Testamentu, spisany w formie kodeksu na papirusie. Paleograficznie datowany jest na III wiek. Zawiera fragmenty Listu do Hebrajczyków.

## Opis
Zachowały się tylko fragmenty jednej karty Listu do Hebrajczyków (1,7-12). Oryginalna karta miała rozmiary 15 na 25 cm. Tekst pisany jest jedną kolumną na stronę, 27 linijek w kolumnie. Skryba miał rękę wyrobioną przy pisaniu dokumentów.
Nomina sacra pisane są skrótami (ΘΣ).

## Tekst
Fragment jest zbyt krótki, by ustalić jaką tradycję tekstualną przekazuje.
W Hbr 1,12 przekazuje wariant ως ιματιον, w czym jest zgodny z rękopisami aleksandryjskimi takimi jak: Chester Beatty II, Kodeks Synajski, Kodeks Aleksandryjski, and Kodeks Watykański. Kodeks z Clermont, Kodeks Moskiewski, Kodeks Cypryjski, Codex Porphyrianus, Kodeks Athous Lavrensis oraz rękopisy tradycji bizantyjskiej nie zawierają tej frazy.

## Historia
Rękopis prawdopodobnie powstał w Egipcie. Na liście rękopisów znalezionych w Oksyrynchos figuruje na pozycji 4498. Tekst rękopisu opublikował Walter E.H. Cockle w 1999 roku. INTF umieścił go na liście rękopisów Nowego Testamentu, w grupie papirusów, dając mu numer 113.
Rękopis datowany jest przez INTF na III wiek. Wykazuje paleograficzne podobieństwo do P. Oxy. 23 (który musi być datowany przed rokiem 295). Philip W. Comfort datuje go na I połowę III wieku.
Cytowany jest w krytycznych wydaniach greckiego Nowego Testamentu (NA27).
Obecnie przechowywany jest w Ashmolean Museum (P. Oxy. 4498) w Oksfordzie.